# Ramon Berenguer II
Ramon Berenguer II, dit el Cap d'Estopes (?, 1053 - Gorg de Perxistor, Sant Feliu de Buixalleu, 1082), fou comte de Barcelona, Girona, Osona, Carcassona i Rasès (1076-1082).

## Antecedents familiars
Era fill de Ramon Berenguer I de Barcelona i d'Almodis de la Marca i germà, probablement bessó, de Berenguer Ramon II. El 1076, a la mort del seu pare, va rebre el comtat de Barcelona juntament amb el seu germà, ja que aquell no havia dividit l'herència. El seu sobrenom és deu a tenir una gran i espessa cabellera rossa.
|  |                                                       |  |  |  |  |  |  |  |  |  |  |  |  |  |  |  |
|  | 16. Borrell II de Barcelona                           |  |  |  |  |  |  |  |  |  |  |  |  |  |  |  |
|  |                                                       |  |  |  |  |  |  |  |  |  |  |  |  |  |  |  |
|  |                                                       |  |  |  |  |  |  |  |  |  |  |  |  |  |  |  |
|  | 8. Ramon Borrell I de Barcelona                       |  |  |  |  |  |  |  |  |  |  |  |  |  |  |  |
|  |                                                       |  |  |  |  |  |  |  |  |  |  |  |  |  |  |  |
|  |                                                       |  |  |  |  |  |  |  |  |  |  |  |  |  |  |  |
|  | 17. Letgarda de Tolosa                                |  |  |  |  |  |  |  |  |  |  |  |  |  |  |  |
|  |                                                       |  |  |  |  |  |  |  |  |  |  |  |  |  |  |  |
|  |                                                       |  |  |  |  |  |  |  |  |  |  |  |  |  |  |  |
|  | 4. Berenguer Ramon I de Barcelona (el Corbat)         |  |  |  |  |  |  |  |  |  |  |  |  |  |  |  |
|  |                                                       |  |  |  |  |  |  |  |  |  |  |  |  |  |  |  |
|  |                                                       |  |  |  |  |  |  |  |  |  |  |  |  |  |  |  |
|  | 18. Roger I de Carcassona                             |  |  |  |  |  |  |  |  |  |  |  |  |  |  |  |
|  |                                                       |  |  |  |  |  |  |  |  |  |  |  |  |  |  |  |
|  |                                                       |  |  |  |  |  |  |  |  |  |  |  |  |  |  |  |
|  | 9. Ermessenda de Carcassona                           |  |  |  |  |  |  |  |  |  |  |  |  |  |  |  |
|  |                                                       |  |  |  |  |  |  |  |  |  |  |  |  |  |  |  |
|  |                                                       |  |  |  |  |  |  |  |  |  |  |  |  |  |  |  |
|  | 19. Adelaida de Melguèlh                              |  |  |  |  |  |  |  |  |  |  |  |  |  |  |  |
|  |                                                       |  |  |  |  |  |  |  |  |  |  |  |  |  |  |  |
|  |                                                       |  |  |  |  |  |  |  |  |  |  |  |  |  |  |  |
|  | 2. Ramon Berenguer I de Barcelona (el Vell)           |  |  |  |  |  |  |  |  |  |  |  |  |  |  |  |
|  |                                                       |  |  |  |  |  |  |  |  |  |  |  |  |  |  |  |
|  |                                                       |  |  |  |  |  |  |  |  |  |  |  |  |  |  |  |
|  | 20. Garcia I de Castella                              |  |  |  |  |  |  |  |  |  |  |  |  |  |  |  |
|  |                                                       |  |  |  |  |  |  |  |  |  |  |  |  |  |  |  |
|  |                                                       |  |  |  |  |  |  |  |  |  |  |  |  |  |  |  |
|  | 10. Sanç I Garcia de Castella                         |  |  |  |  |  |  |  |  |  |  |  |  |  |  |  |
|  |                                                       |  |  |  |  |  |  |  |  |  |  |  |  |  |  |  |
|  |                                                       |  |  |  |  |  |  |  |  |  |  |  |  |  |  |  |
|  | 21. Ava de Ribagorça                                  |  |  |  |  |  |  |  |  |  |  |  |  |  |  |  |
|  |                                                       |  |  |  |  |  |  |  |  |  |  |  |  |  |  |  |
|  |                                                       |  |  |  |  |  |  |  |  |  |  |  |  |  |  |  |
|  | 5. Sança de Castella                                  |  |  |  |  |  |  |  |  |  |  |  |  |  |  |  |
|  |                                                       |  |  |  |  |  |  |  |  |  |  |  |  |  |  |  |
|  |                                                       |  |  |  |  |  |  |  |  |  |  |  |  |  |  |  |
|  | 22. ?                                                 |  |  |  |  |  |  |  |  |  |  |  |  |  |  |  |
|  |                                                       |  |  |  |  |  |  |  |  |  |  |  |  |  |  |  |
|  |                                                       |  |  |  |  |  |  |  |  |  |  |  |  |  |  |  |
|  | 11. Urraca Salvadórez                                 |  |  |  |  |  |  |  |  |  |  |  |  |  |  |  |
|  |                                                       |  |  |  |  |  |  |  |  |  |  |  |  |  |  |  |
|  |                                                       |  |  |  |  |  |  |  |  |  |  |  |  |  |  |  |
|  | 23. ?                                                 |  |  |  |  |  |  |  |  |  |  |  |  |  |  |  |
|  |                                                       |  |  |  |  |  |  |  |  |  |  |  |  |  |  |  |
|  |                                                       |  |  |  |  |  |  |  |  |  |  |  |  |  |  |  |
|  | 1. Ramon Berenguer II de Barcelona (el Cap d'Estopes) |  |  |  |  |  |  |  |  |  |  |  |  |  |  |  |
|  |                                                       |  |  |  |  |  |  |  |  |  |  |  |  |  |  |  |
|  |                                                       |  |  |  |  |  |  |  |  |  |  |  |  |  |  |  |
|  | 24. Bosó I de la Marca                                |  |  |  |  |  |  |  |  |  |  |  |  |  |  |  |
|  |                                                       |  |  |  |  |  |  |  |  |  |  |  |  |  |  |  |
|  |                                                       |  |  |  |  |  |  |  |  |  |  |  |  |  |  |  |
|  | 12. Albert I de la Marca                              |  |  |  |  |  |  |  |  |  |  |  |  |  |  |  |
|  |                                                       |  |  |  |  |  |  |  |  |  |  |  |  |  |  |  |
|  |                                                       |  |  |  |  |  |  |  |  |  |  |  |  |  |  |  |
|  | 25. Emma de Perigord                                  |  |  |  |  |  |  |  |  |  |  |  |  |  |  |  |
|  |                                                       |  |  |  |  |  |  |  |  |  |  |  |  |  |  |  |
|  |                                                       |  |  |  |  |  |  |  |  |  |  |  |  |  |  |  |
|  | 6. Bernat I de la Marca                               |  |  |  |  |  |  |  |  |  |  |  |  |  |  |  |
|  |                                                       |  |  |  |  |  |  |  |  |  |  |  |  |  |  |  |
|  |                                                       |  |  |  |  |  |  |  |  |  |  |  |  |  |  |  |
|  | 26. ?                                                 |  |  |  |  |  |  |  |  |  |  |  |  |  |  |  |
|  |                                                       |  |  |  |  |  |  |  |  |  |  |  |  |  |  |  |
|  |                                                       |  |  |  |  |  |  |  |  |  |  |  |  |  |  |  |
|  | 13. ?                                                 |  |  |  |  |  |  |  |  |  |  |  |  |  |  |  |
|  |                                                       |  |  |  |  |  |  |  |  |  |  |  |  |  |  |  |
|  |                                                       |  |  |  |  |  |  |  |  |  |  |  |  |  |  |  |
|  | 27. ?                                                 |  |  |  |  |  |  |  |  |  |  |  |  |  |  |  |
|  |                                                       |  |  |  |  |  |  |  |  |  |  |  |  |  |  |  |
|  |                                                       |  |  |  |  |  |  |  |  |  |  |  |  |  |  |  |
|  | 3. Almodis de la Marca                                |  |  |  |  |  |  |  |  |  |  |  |  |  |  |  |
|  |                                                       |  |  |  |  |  |  |  |  |  |  |  |  |  |  |  |
|  |                                                       |  |  |  |  |  |  |  |  |  |  |  |  |  |  |  |
|  | 28. ?                                                 |  |  |  |  |  |  |  |  |  |  |  |  |  |  |  |
|  |                                                       |  |  |  |  |  |  |  |  |  |  |  |  |  |  |  |
|  |                                                       |  |  |  |  |  |  |  |  |  |  |  |  |  |  |  |
|  | 14. ?                                                 |  |  |  |  |  |  |  |  |  |  |  |  |  |  |  |
|  |                                                       |  |  |  |  |  |  |  |  |  |  |  |  |  |  |  |
|  |                                                       |  |  |  |  |  |  |  |  |  |  |  |  |  |  |  |
|  | 29. ?                                                 |  |  |  |  |  |  |  |  |  |  |  |  |  |  |  |
|  |                                                       |  |  |  |  |  |  |  |  |  |  |  |  |  |  |  |
|  |                                                       |  |  |  |  |  |  |  |  |  |  |  |  |  |  |  |
|  | 7. Amelia de Rasès                                    |  |  |  |  |  |  |  |  |  |  |  |  |  |  |  |
|  |                                                       |  |  |  |  |  |  |  |  |  |  |  |  |  |  |  |
|  |                                                       |  |  |  |  |  |  |  |  |  |  |  |  |  |  |  |
|  | 30. ?                                                 |  |  |  |  |  |  |  |  |  |  |  |  |  |  |  |
|  |                                                       |  |  |  |  |  |  |  |  |  |  |  |  |  |  |  |
|  |                                                       |  |  |  |  |  |  |  |  |  |  |  |  |  |  |  |
|  | 15. ?                                                 |  |  |  |  |  |  |  |  |  |  |  |  |  |  |  |
|  |                                                       |  |  |  |  |  |  |  |  |  |  |  |  |  |  |  |
|  |                                                       |  |  |  |  |  |  |  |  |  |  |  |  |  |  |  |
|  | 31. ?                                                 |  |  |  |  |  |  |  |  |  |  |  |  |  |  |  |
|  |                                                       |  |  |  |  |  |  |  |  |  |  |  |  |  |  |  |
|  |                                                       |  |  |  |  |  |  |  |  |  |  |  |  |  |  |  |

## Núpcies
El 1077 es casà amb Mafalda de Pulla-Calàbria, filla de Robert d'Hauteville i duc de Calàbria. D'aquest matrimoni en nasqueren:
- la infanta Almodis de Barcelona (v1078-v1140), casada després de 1105 amb Bernat Amat, vescomte de Cardona
- la infanta Mafalda de Barcelona, casada amb Arnau Guillem, vescomte de Fenollet
- l'infant Ramon Berenguer III (1082-1131), comte de Barcelona

El fill pòstum del comte, Ramon Berenguer III, fou designat hereu el mateix any del seu naixement, però tingué la tutela del seu oncle Berenguer Ramon II fins a la mort d'aquest el 1097.

## Relacions ambBerenguer Ramon II
Les relacions amb el seu germà foren sempre tibants, i intentà disputar-li l'herència. Segons el testament del pare, els dos germans havien de regnar en igualtat de condicions, la situació real però, era d'una certa preeminència del Cap d'Estopes.
En una avinentesa, potser quan estava a punt de partir en una expedició vers Múrcia, es veié obligat a fer promesa solemne de repartiment amb el seu germà davant els bisbes de Barcelona i Girona, els vescomtes d'aquests comtats així com el de Cardona. Al seu retorn el comte donà al seu germà part de l'herència contreta del seu pare, rebent la paria de l'Emirat de Larida.
Vers la fi del 1077 el Papa Gregori VII envià a Girona el seu legat Amat d'Oloron per donar impuls a les seves idees de reforma de l'Església. És possible que aquest aprofités la seva estada per a intentar d'avenir els dos germans, que havien estat encomanats al Papa per llur pare en el seu testament. El pontífex escriví el 2 de gener de 1079 al bisbe Berenguer de Girona demanant-li d'actuar, juntament amb els abats de Ripoll, Sant Cugat i Sant Ponç de Tomeres, per posar fi a les discòrdies comtals. A causa d'això el 17 de maig del mateix any els dos germans es repartiren la ciutat de Barcelona amb les terres, castells i cases de la rodalia, del Llobregat al Besòs, Castellvell i la seva marca, Olèrdola, Vilafranca del Penedès, Vallmoll i els seus alous, Eramprunyà, Benviure, Gavà, Pallejà, Garrosa, les Franqueses del Llobregat i altres dominis; i convingueren que residirien alternativament, durant sis mesos, en el palau comtal o a les cases de Bernat Ramon. Un complement sense data feia divisió també de la residència al castell de Port, i dels de Santa Perpètua, Montagut, Pontons, Vilademàger, Tamarit, Cubelles, Vilafranca del Penedès (torre Dela) i Vallmoll. Les funcions sobiranes restaven indivises, així com les rendes dels judicis, lleudes, mercats, moneda i uns patis a Barcelona. Però Berenguer continuà reclamant, i el 1080 obtingué del seu germà la definició de la meitat del castell de Barberà, de la Bleda (Olèrdola) i dels comtats de Carcassona i Rasès. Ramon llavors prometé de dividir totes les adquisicions futures, comprenent-hi les naus que es construïssin i les que s'adquirissin. Restarien en indivís les naus que llavors tenien, però es repartirien per meitat les preses que fessin.

## Lluita contra els sarraïns
Vers el 1077 realitzà una expedició a l'emirat de Múrcia, en ajut del rei sarraí de Sevilla contra els de Toledo, València, Granada i Màlaga, que eren ajudats per Alfons VI de Castella. Aquesta expedició resultà un fracàs. Posteriorment els comtats de Barcelona i d'Urgell i l'Emirat de Larida lluitaren contra l'emir de Saraqusta i a conseqüència d'això el perill islàmic reculà, tant pel cantó de Lleida, on la colonització cristiana arribà fins a Sidamon i Torregrossa, com per l'actual Conca de Barberà, on el 1079 ja era repoblada l'Espluga de Francolí.
En ocasió de la preparació d'una expedició fallida contra els musulmans la primavera de 1081, Rodrigo Díaz de Vivar, enemistat amb el seu rei Alfons VI de Castella, anà a Barcelona i oferí la seva col·laboració, que no fou acceptada; llavors es barallà amb un nebot dels comtes i el ferí. Tot seguit passà al servei dels reis sarraïns de Saragossa, mentre que l'Emir de Larida buscà el suport dels navarro-aragonesos primer i en els comtes de Barcelona després. Això enfrontà Berenguer Ramon amb el Cid al voltant d'Almenar a l'estiu del 1082. El primer fou derrotat i caigué presoner a la batalla d'Almenar (1082). Un cop alliberat, degué sentir-se frustrat i això agreujà el seu caràcter. El 5 de desembre del dit any, anant el Cap d'Estopes de Barcelona a Girona, en passar per un lloc boscós i solitari, conegut després per la Perxa de l'Astor (Sant Feliu de Buixalleu), fou mort per uns desconeguts, que potser foren els seus mateixos acompanyants. El cadàver fou llançat al després anomenat, Gorg del Comte, de la Perxa de l'Astor o Gorg d'en Perxistor, i allà fou descobert per l'astor que duia la víctima, que hauria guiat els qui el cercaven. La veu popular acusà en aquell moment el seu germà com a instigador de la seva mort, motiu pel qual Berenguer Ramon II és conegut com el Fratricida, tot i que les sospites no van poder ser demostrades.
El cos de Ramon Berenguer fou dut a Girona i sepultat a la catedral d'aquesta ciutat.

## Sepulcre de Ramon Berenguer II

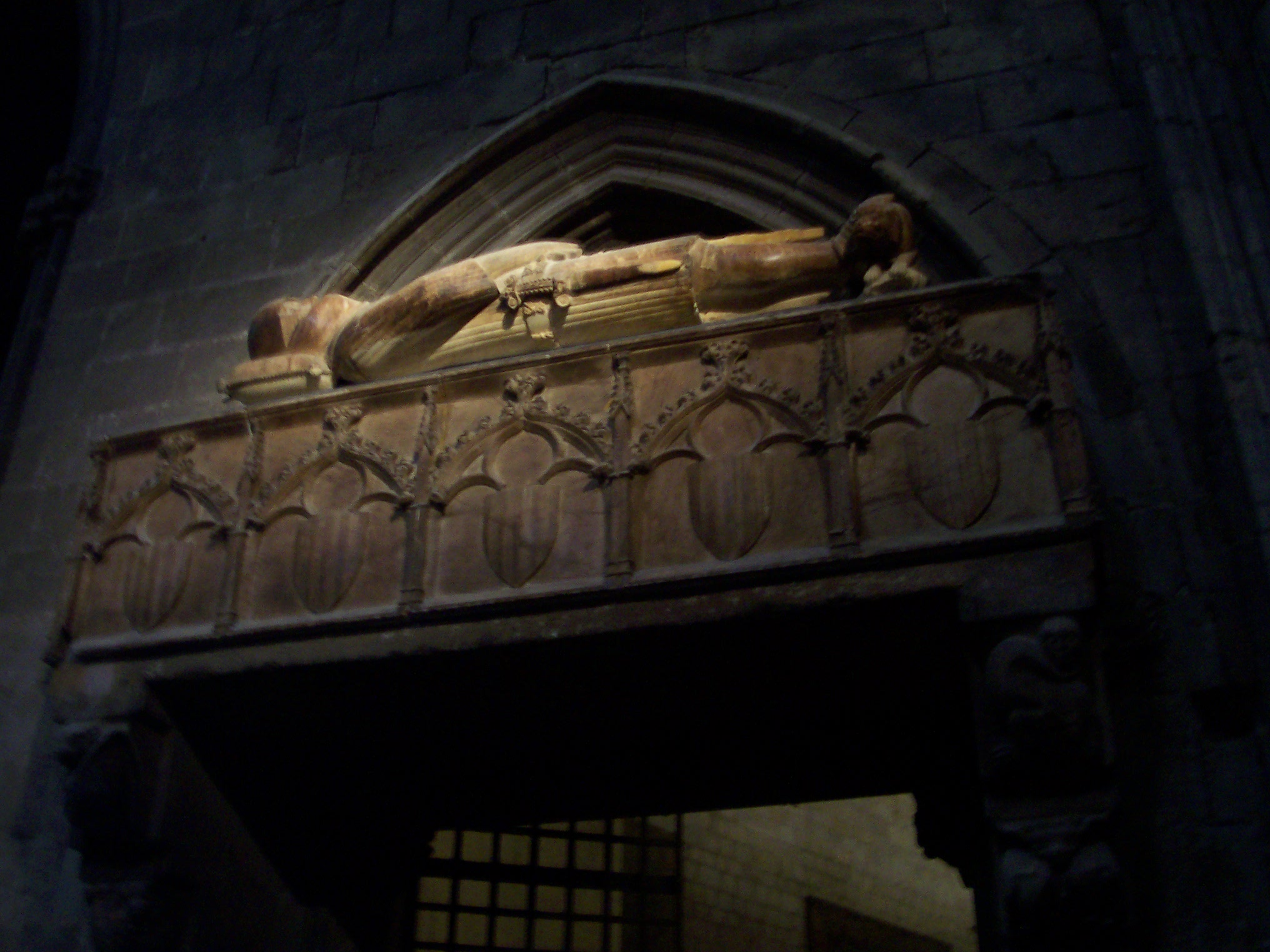
Sepulcre de Ramon Berenguer II a la Catedral de Girona.

La tomba del comte Ramon Berenguer II de Barcelona, que es troba a la Catedral de Girona, fou construïda per Guillem Morell per encàrrec del rei Pere el Cerimoniós.
El novembre del 1982 es va procedir, a Girona, a obrir les tombes comtals de Ramon Berenguer II i de la seva besàvia. Són sarcòfags llisos rectangulars amb tapes de dos vessants, l'única decoració exterior dels quals, molt ben conservada, consisteix en una successió de 17 tires verticals d'uns 5 cm., alternativament roges i daurades.
A la cota de malles de l'estàtua jacent es troba el mateix senyal heràldic que figura als escuts de la sepultura (els pals de gules sobre fons d'or).
Els primitius sarcòfags de Girona indueixen a suposar que el llinatge comtal de Barcelona tenia com a emblema pals rojos sobre un fons daurat abans que aparegués l'heràldica a Europa (1141-42) i abans de la unió del comtat amb el regne d'Aragó.
Com s'esdevingué sovint a tot arreu, Ramon Berenguer IV, a partir del 1150, hauria tancat dintre del perfil de l'escut l'emblema usat pels seus avantpassats.

## Representació en les arts
El comte, arran de la seva mort, va esdevenir tema literari. Entre d'altres, es poden citar:
- El Caín de Cataluña, drama històric de Francisco de Rojas Zorrilla (1644, ap.).
- Caín y Abel, novel·la històrica publicada en Barcelona en 1858, obra de "G.S. y F.J.O.".
- El Caín de Cataluña, novel·la d'Antoni Altadill.

## Títols i successors
| Ramon Berenguer II Casal de BarcelonaNaixement: 1053 Mort: 1082 | | |
| Títols                                                          | | |
| Precedit per: Ramon Berenguer I de Barcelona "el Vell" (pare)   | Comte de Barcelona (Llista de comtes de Barcelona) - Principatus - Comtat de Barcelona, Comtat de Girona, Comtat d'Osona, Comtat de Manresa (1076–1082) amb el seu germà Berenguer Ramon II de Barcelona "el Fratricida" | Succeït per: Ramon Berenguer III de Barcelona "el Gran" (fill) — Regent: — Berenguer Ramon II de Barcelona "el Fratricida" (germà) |
| Precedit per: Ramon Berenguer I de Barcelona "el Vell" (pare)   | Comte de Carcassona (Llista de comtes de Carcassona) Comtat de Carcassona, Comtat de Rasès, Vescomtat de Besiers, Vescomtat d'Agde (1076–1082) amb el seu germà Berenguer Ramon II de Barcelona "el Fratricida"          | Succeït per: Ramon Berenguer III de Barcelona "el Gran" (fill) — Regent: — Berenguer Ramon II de Barcelona "el Fratricida" (germà) |